# Ortuťová
Ortuťová é um município da Eslováquia, situado no distrito de Bardejov, na região de Prešov. Tem 6,03 km² de área e sua população em 2018 foi estimada em 193 habitantes.

## Demografia
| Ano:        | 1994 | 2004   | 2014    | 2024    |
| ----------- | ---- | ------ | ------- | ------- |
| Broj ljudi: | 199  | 203    | 174     | 216     |
| Razlika:    |      | +2,01% | -14,28% | +24,13% |

| Ano:               | 2023 | 2024   |
| ------------------ | ---- | ------ |
| Número de pessoas: | 222  | 216    |
| Diferença:         |      | -2,70% |